# Дело «Норебо»
Дело «Норебо» — судебный процесс в Высоком суде Англии и Уэльса между бизнесменами, оспаривающими долю в российском рыбопромышленном холдинге «Норебо» (системообразующая организация агропромышленного комплекса России, крупнейший налогоплательщик и работодатель города Мурманска). Процесс начал рассматриваться в 2018 году по иску предпринимателя и бывшего российского чиновника Александра Тугушева к его бывшим бизнес-партнёрам Виталию Орлову и Магнусу Роту (Magnus Roth).

## Предыстория: с 1990-х по 2010-е

### Формирование холдинга «Карат»/«Норебо»
В середине 1990-х годов Орлов и Тугушев познакомились во время обучения в Мурманском государственном техническом университете (ранее Мурманское высшее мореходное училище). После выпуска из вуза Орлов отправился работать в Норвегию, где занял пост в рыботорговой компании Scandsea Int. A/S, которая покупала свежую рыбу у мурманских рыболовов для дальнейшей переработки. В этой же компании работал и швед Магнус Рот, с которым Орлов решил создать отдельный совместный бизнес. В 1997 году они учредили новую компанию Ocean Trawlers A/S, в которой каждый владел половиной акций. Отвечая на запросы мурманской рыболовецкой индустрии тех времён, партнёры начали сдавать россиянам в аренду подержанные норвежские рыболовецкие траулеры (услуга «бербоут-чартер»). Они были крайне необходимы российским рыбакам, так как траулеры времён СССР, доставшиеся им от бывшего монополиста — всесоюзного рыбопромышленного объединения (ВРПО) Северного бассейна «Севрыба», — были крайне устаревшими и не могли обеспечить нормальную работу и объёмы добычи для ведения международного бизнеса в новых условиях.
Александр Тугушев был одним из тех, кто продавал российскую рыбу новой компании Орлова и Рота. В то время как Орлов после учёбы уехал работать в Норвегию, Тугушев организовал собственную промысловую компанию на базе нескольких старых советских траулеров. В 1998 году Тугушев, как знакомый Орлова по училищу, был принят в Ocean Trawlers как новый бизнес-партнёр, что стало началом формирования рыбопромышленного холдинга, впоследствии объединившего 16 компаний и известного до 2016 года как «Карат», а затем как «Норебо».
В начале 2000-х годов бизнес расширялся и подвергался реструктуризации. В 2001 году Орлов и Рот учредили компанию «Альмор Атлантика», в которую вошли многие их активы и вокруг которой далее формировался холдинг. 15 % акций этой компании они отдали своему партнёру Тугушеву.
В 2003 году, согласно заявлениям Орлова, Тугушев решил стать высокопоставленным российским чиновником — заместителем главы Государственного комитета Российской Федерации по рыболовству (Госкомрыболовство). Этот пост привлекал его тем, что на нём он мог заведовать распределением международных квот Российской Федерации на вылов рыбы. Российские законы запрещали на этом посту владеть акциями коммерческих компаний, поэтому 15 % акций Тугушева были переписаны на одного из руководителей «Альмор Атлантики» Андрея Петрика.

### Арест и освобождение Тугушева
В том же 2003 году правительство РФ начало реформу системы рыболовецких квот, в рамках которой Госкомрыболовство утратило полномочия на их распределение. Этому предшествовала серия связанных с рыбным бизнесом коррупционных скандалов и убийств российских губернаторов. Тугушев был назначен приказом премьер-министра Михаила Касьянова в сентябре 2003 года. Глава Госкомрыболовства Александр Моисеев определил Тугушева в рабочую группу по реформированию системы квот.
Оказавшись на этом посту, Тугушев столкнулся с тем, что полномочий на распределение квот он, вопреки ожиданиям, не имеет. Однако, как было впоследствии установлено судом, Тугушев всё же пообещал выдать квоты на вылов 50 тысяч тонн минтая рыбопромышленной компании «Поллукс» из Хабаровского края за взятку в 3,7 миллиона долларов. В феврале 2007 года Тверской суд Москвы признал Тугушева виновным и приговорил его к 6 годам колонии. В 2009 году Тугушев освободился условно-досрочно и вернулся в рыбопромышленную отрасль в качестве помощника в холдинге «Карат»/«Норебо» и работал в этом качестве до 2013 года.
Через несколько лет был урегулирован гражданский иск главы фирмы «Поллукс» Сергея Александрова к Тугушеву о компенсации взятки.
По сообщениям некоторых СМИ, в 2018 году Тугушев приехал в Лондон несмотря на сложности с получением британской визы (обычно людям с судимостями её не дают). Этому предшествовал длительный конфликт между Тугушевым и Орловым, так как Тугушев стал претендовать на возврат его доли в обновлённом холдинге, который сильно расширился за последнее время (в частности, мировая пресса делает акцент на том, что добытая холдингом рыба используется ресторанами «Макдональдс»). Перед отъездом в Лондон Тугушева обвинили в получении около 40 миллионов рублей мошенническим путём у соучредителя крупнейшего в Мурманске рыбного предприятия ООО «Восток» Александра Сычёва. В марте 2020 года Октябрьский районный суд Мурманска признал Тугушева виновным в этом и объявил в международный розыск.

### Конфликт Тугушева и Орлова
Претензии Тугушева на долю в холдинге в середине 2010-х годов привели к серии судебных исков, уголовных дел и полицейских операций. В 2015 году в Коптевский районный суд города Москвы от имени Тугушева был подан иск о признании прав на треть холдинга. Тугушев это отрицает и называет иск инсценировкой со стороны Орлова с помощью подделки документов. Также в 2015 году похожий иск от имени Тугушева к Орлову был подан в Лоухский районный суд Республики Карелия. Истец также требовал взыскать значительную долю холдинга с Орлова и Рота в пользу Тугушева.
В 2016 году Виталий Орлов обратился в правоохранительные органы с заявлением о вымогательстве у него трети долей в холдинге неким Муалади Джамалдаевым от имени Александра Тугушева. По версии Орлова, уроженец Чечни Джамалдаев звонил ему по телефону с угрозами, требуя вернуть долю Тугушева. Джамалдаев и Тугушев это отрицали, но Тугушев был заключён под домашний арест. В 2017 году следствие не нашло связи между Тугушевым и Джамалдаевым, дело было прекращено.
В 2018 году Следственный комитет России возбудил уголовное дело по факту хищения у Тугушева доли холдинга, к тому времени уже носившего название «Норебо». В этом же году в холдинге прошли масштабные обыски. СМИ сообщали о подаче Тугушевым заявлений о возбуждении уголовного дела в связи с фальсификацией Орловым доказательств, в том числе подписей Тугушева на договорах купли-продажи акций 2000 года. В 2019 году Орлов заявил о прекращении уголовного дела, по которому проходили обыски.

### Продажа акций Магнуса Рота
В 2016 году между акционерами холдинга прошла серия сделок с акциями, в результате чего во владении Орлова оказались все акции холдинга, до этого принадлежавшие Магнусу Роту. По итогам сделок Рот получил 201 миллион долларов. 100-процентное владение акциями холдинга поставило Орлова на 90-ю позицию в рейтинге богатейших людей России журнала «Форбс». По сообщениям СМИ, продажа Ротом своей доли могла быть связана с тем, что он пытался укрыться от налогов в России и Норвегии, где вёл бизнес, номинально при этом проживая в Гонконге, а фактически — в Швейцарии.

## Процессы в Англии и России (c 2018 года)
В 2018 году Тугушев в Лондоне обратился в Высокий суд Англии и Уэльса (он же Высокий суд Лондона) с иском к Орлову и Роту, в котором попросил признать свои права на треть в бизнесе «Норебо» (как правопреемника «Альмор Атлантики»).
По сообщению британской газеты The Guardian, Тугушеву помогли дорогостоящие британские юристы, которые сумели доказать властям, что преследование Тугушева политически мотивировано, в результате въезд ему был разрешён. Тугушев поселился в центре Лондона в роскошных апартаментах.
В июле 2018 года лондонский суд арестовал активы Орлова стоимостью около 350 миллионов долларов. Через год, в июле 2019 года, арест был снят, так как «обнаружились новые документы», указывающие на то, что Тугушев сам отдал свою долю в «Альмор Атлантике» (по сведениям Forbes).
В 2019 году английский суд признал свою юрисдикцию в этом споре. В своём решении английский суд указал, что несмотря на налоговое резидентство и гражданство России, Орлов имеет существенную связь с Великобританией, в том числе в этой стране находится большая часть его личного имущества, проживают его дети, а сам он регулярно проводит выходные в Лондоне.
В мае 2019 года Виталий Орлов попытался оспорить юрисдикцию английского суда в Арбитражном суде Мурманской области, в январе 2020 года стало известно об отказе в удовлетворении этого заявления.
Также в начале 2020 года второй ответчик по делу Магнус Рот встал на сторону Тугушева и поддержал его требования. Пресса связывает это с давлением на Рота из-за лондонского процесса на фоне его проблем с российскими и норвежскими налоговыми органами.
В марте 2020 года СМИ сообщили об объявлении Тугушева в международный розыск мурманским судом по заявлению Александра Сычёва о хищении около 40 миллионов рублей у мурманской компании «Восток». Формально дело никак не связано с «Норебо» и Орловым, но юристы Орлова активно используют материалы дела в рамках английского разбирательства.
В октябре 2020 года Орлов обратился в Арбитражный суд Мурманской области с требованием взыскать с Тугушева 1,2 миллиарда рублей в качестве компенсации за ущерб, причинённый обысками 2018 года, однако суд посчитал, что дело ему неподсудно и передал его для рассмотрения в Арбитражный суд города Москвы.
В июне 2021 года процесс в лондонском суде завершился мировым соглашением, условия которого не раскрываются.

## Версии
Как и во многих других лондонских делах против выходцев из постсоветских стран, предметом рассмотрения в деле «Норебо» стало завладение чужим бизнесом на фоне перехода стран бывшего СССР к рыночной экономике (наиболее широко известно дело «Березовский против Абрамовича»). Также Тугушев стал не первым истцом из стран СНГ, подавшим иск на основании существующей в английском праве концепции иска в отношении заговора, и в этом деле изначально были наложены обеспечительные меры в поддержку иска.
В начале 2020 года английская газета The Guardian связала переезд Тугушева в Лондон с работой английской юридической фирмы 17Arm, связанной с бывшим министром иностранных дел Великобритании Малькольмом Рифкиндом, известным политиком лордом Кеном Макдональдом (Ken Macdonald) и другими фигурами британского истеблишмента. Газета указывает, что «дело проливает свет на относительно новую и рискованную сферу юридического бизнеса, известную как litigation funding — „судебное финансирование“». По данным газеты, фирма предположительно занимается сложными юридическими услугами в обмен на большие суммы денег, и именно её юристы убедили власти Великобритании в том, что Тугушев является политическим беженцем несмотря на его отсидку и уголовные дела. Также в статье приводятся слова судьи Сью Карр, которая в судебном решении охарактеризовала дело как «ожесточённую битву» между двумя русскими, которая породила «удручающе огромный объём» юридических бумаг.
Российская газета «Новые известия» в сентябре 2020 года предположила, что за всем делом «Норебо» стоит множество скрытых фигурантов — «в процессе Тугушев выглядит лишь „фронтменом“, если уже не заложником пестрого сообщества даже не с двойным, а с тройным дном: „делегаты от криминала“, подставные лорды, сомнительные посредники» — «есть вероятность, что актив захотят растащить по кускам». Официально Тугушев не раскрывает лондонскому суду свои источники финансирования дорогостоящих британских судебных процедур. В публикации «Новых известий» называется большое количество фамилий россиян, которые могут быть как косвенно заинтересованы в поддержке Тугушева, так и являются его прямыми бенефициарами. Это люди, связанные с крупным бизнесом, криминалом и силовыми структурами.
В то же время другие СМИ обвиняют В. Орлова в уходе от уплаты налогов, обмане обоих бывших партнёров и грязных способах ведения судебного разбирательства в Лондоне при поддержке адвокатского бюро ЕПАМ.